# Huancabamba (řeka)
Huancabamba je řeka nacházející se v severozápadním Peru. Vzniká soutokem řek Huaylamayo a Chontabamba a ústí do řeky Palcazú. Hlavní část jejího toku vede z jihu na sever. Protéká městy Huancabamba a Pozuzu.

## Etymologie
Jméno řeky pochází kečuánštiny a skládá se ze dvou slov: huanca (skála) a bamba (rovný, hladký).

## Údolí Huancabamba
Údolí řeky Huancabamba má vlhké mírné klima. S rostoucí nadmořskou výškou se klima stává vlhčí a studenější, naproti tomu v nejníže položených oblastech je jen mírně vlhké a mírné až teplé.